# Fontaine-sous-Montdidier
Pour les articles homonymes, voir Fontaine.
Fontaine-sous-Montdidier est une commune française située dans le département de la Somme, en région Hauts-de-France.

## Géographie

### Localisation
Fontaine-sous-Mondidier est un village picard de l'Amiénois aux confins de la Somme avec l'Oise.
À vol d'oiseau, la localité est située à 4 km au nord-ouest de Montdidier, 20 km au sud-ouest de Roye, 31 km au sud-est d'Amiens, 35 km au nord-ouest de Compiègne et à 39 km au nord-est de Beauvais.
Le territoire de la commune est limitrophe de ceux de neuf communes.
Les communes limitrophes sont  Broyes, Cantigny, Courtemanche, Gratibus, Grivesnes, Le Cardonnois, Marestmontiers, Mesnil-Saint-Georges et Villers-Tournelle.

### Hydrographie

#### Réseau hydrographique
La commune est située dans le bassin Artois-Picardie. Elle est drainée par la rivière des Trois doms,.
Les Trois Doms, d'une longueur de 20 km, prend sa source dans la commune de Dompierre, à 83 mètres d'altitude, et se jette  dans l'Avre à Trois-Rivières, après avoir traversé douze communes.

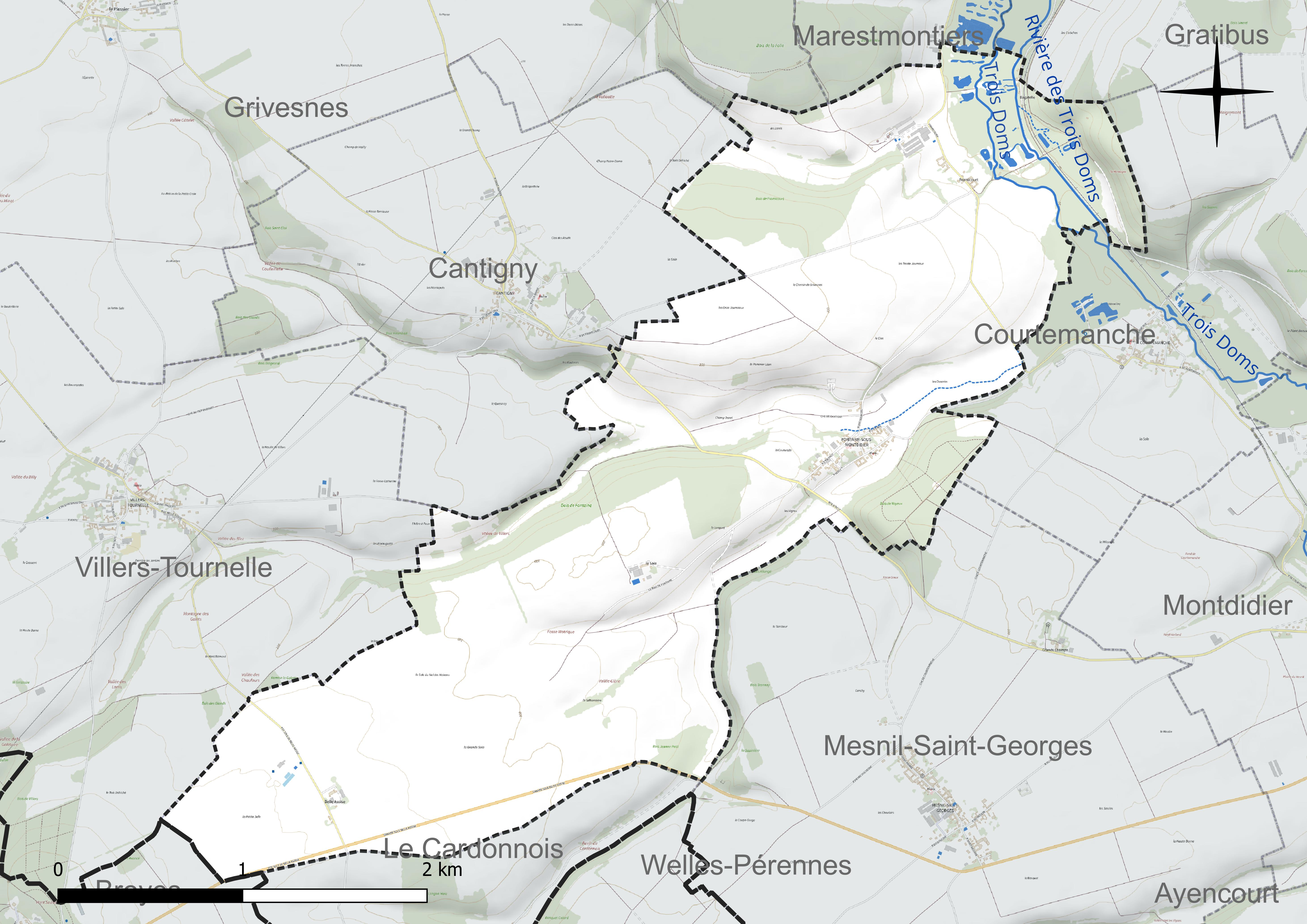
Réseau hydrographique de Fontaine-sous-Montdidier.

#### Gestion et qualité des eaux
Le territoire communal est couvert par le schéma d'aménagement et de gestion des eaux (SAGE) « Somme aval et Cours d'eau côtiers ». Ce document de planification concerne un territoire de 1 835 km2 de superficie, délimité par le bassin versant de la Somme canalisée. Le périmètre a été arrêté le 29 avril 2010 et le SAGE proprement dit a été approuvé le 6 août 2019. La structure porteuse de l'élaboration et de la mise en œuvre est le syndicat mixte d'aménagement hydraulique du bassin versant de la Somme (AMEVA).
La qualité des cours d'eau peut être consultée sur un site dédié géré par les agences de l'eau et l'Agence française pour la biodiversité.

### Climat
Pour des articles plus généraux, voir Climat des Hauts-de-France et Climat de la Somme.
En 2010, le climat de la commune est de type climat océanique dégradé des plaines du Centre et du Nord, selon une étude du CNRS s'appuyant sur une série de données couvrant la période 1971-2000. En 2020, Météo-France publie une typologie des climats de la France métropolitaine dans laquelle la commune est exposée à un climat océanique et est dans la région climatique Nord-est du bassin Parisien, caractérisée par un ensoleillement médiocre, une pluviométrie moyenne régulièrement répartie au cours de l'année et un hiver froid (3 °C).
Pour la période 1971-2000, la température annuelle moyenne est de 10,5 °C, avec une amplitude thermique annuelle de 14,4 °C. Le cumul annuel moyen de précipitations est de 682 mm, avec 11,2 jours de précipitations en janvier et 8,2 jours en juillet. Pour la période 1991-2020, la température moyenne annuelle observée sur la station météorologique la plus proche, située sur la commune de Godenvillers à 8 km à vol d'oiseau, est de 11,1 °C et le cumul annuel moyen de précipitations est de 701,9 mm,. Pour l'avenir, les paramètres climatiques de la commune estimés pour 2050 selon différents scénarios d'émission de gaz à effet de serre sont consultables sur un site dédié publié par Météo-France en novembre 2022.

## Urbanisme

### Typologie
Au 1er janvier 2024, Fontaine-sous-Montdidier est catégorisée commune rurale à habitat dispersé, selon la nouvelle grille communale de densité à sept niveaux définie par l'Insee en 2022.
Elle est située hors unité urbaine. Par ailleurs la commune fait partie de l'aire d'attraction de Montdidier, dont elle est une commune de la couronne,. Cette aire, qui regroupe 23 communes, est catégorisée dans les aires de moins de 50 000 habitants,.

### Occupation des sols
L'occupation des sols de la commune, telle qu'elle ressort de la base de données européenne d'occupation biophysique des sols Corine Land Cover (CLC), est marquée par l'importance des territoires agricoles (77,6 % en 2018), une proportion sensiblement équivalente à celle de 1990 (77,4 %). La répartition détaillée en 2018 est la suivante : 
terres arables (75,9 %), forêts (19,5 %), zones urbanisées (2,8 %), zones agricoles hétérogènes (1,6 %), zones humides intérieures (0,1 %). L'évolution de l'occupation des sols de la commune et de ses infrastructures peut être observée sur les différentes représentations cartographiques du territoire : la carte de Cassini (XVIIIe siècle), la carte d'état-major (1820-1866) et les cartes ou photos aériennes de l'IGN pour la période actuelle (1950 à aujourd'hui).

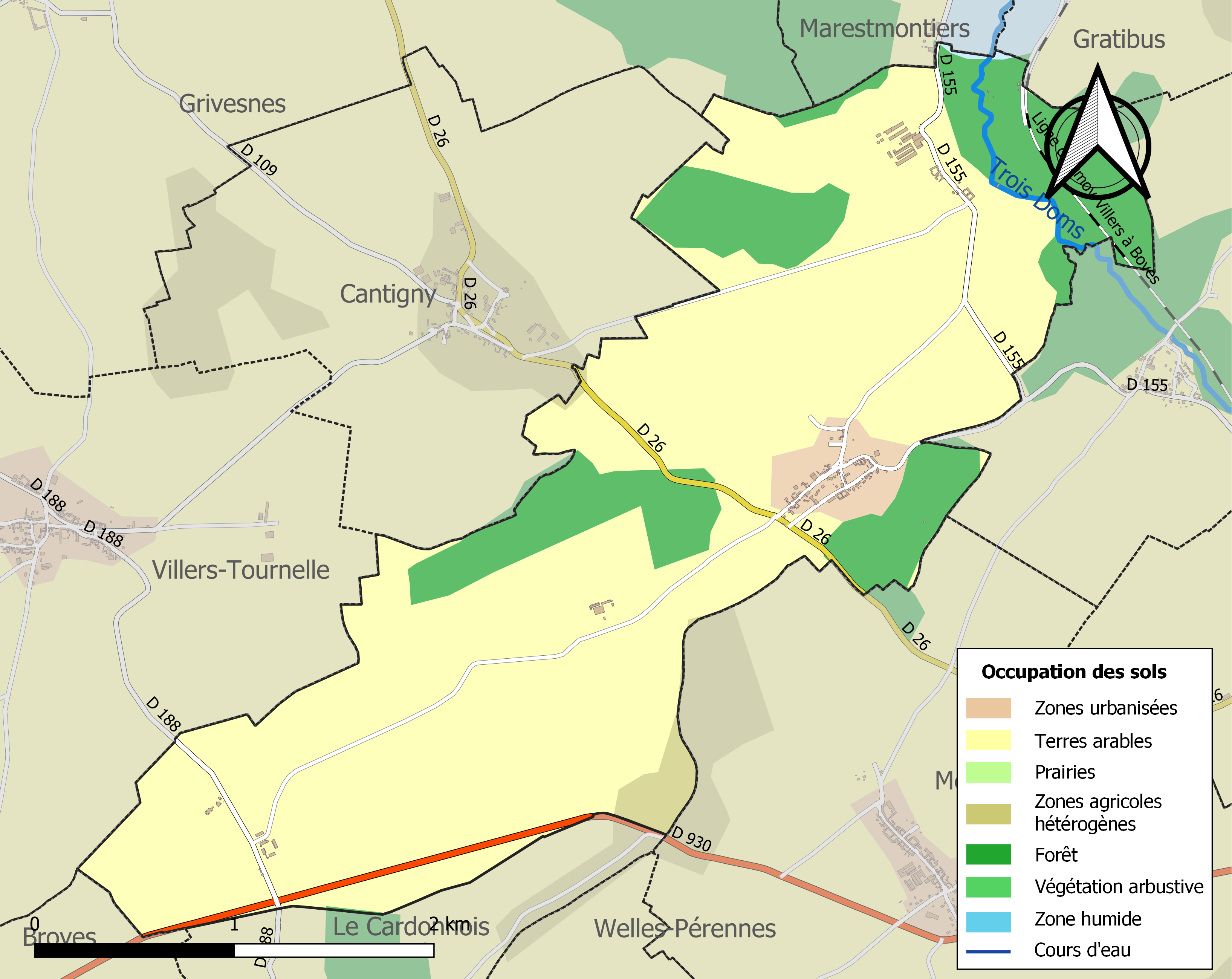
Carte des infrastructures et de l'occupation des sols de la commune en 2018 (CLC).

### Lieux-dits, hameaux et écarts
La commune est composée de trois hameaux : Belle-Assise, Framicourt et Fontaine.

## Toponymie
Le nom de la localité est attesté sous les formes Fontanæ juxta Montisdesiderium en 1138 ; Fontaines en 1301 ; Fontainnes en 1301 ; Fontaine-sous-Montdidier en 1567 ; Fontaine en 1648 ; Fontaine-sur-Montdidier en 1824-1828.
Fontaine est à l'ouest de Montdidier.

## Histoire
Le village a été très marqué par la Première Guerre mondiale. La chapelle et le monument témoignent des évènements.

## Politique et administration
| Période                                  | Période                   | Identité            | Étiquette | Qualité                        |
| ---------------------------------------- | ------------------------- | ------------------- | --------- | ------------------------------ |
| Les données manquantes sont à compléter. |                           |                     |           |                                |
| avant 1988                               | ?                         | Louis Gadiffert     |           |                                |
| juin 1995                                | En cours (au 29 mai 2020) | M. Dominique Fievez |           | Réélu pour le mandat 2020-2026 |

## Population et société

### Démographie
L'évolution du nombre d'habitants est connue à travers les recensements de la population effectués dans la commune depuis 1793. Pour les communes de moins de 10 000 habitants, une enquête de recensement portant sur toute la population est réalisée tous les cinq ans, les populations de référence des années intermédiaires étant quant à elles estimées par interpolation ou extrapolation. Pour la commune, le premier recensement exhaustif entrant dans le cadre du nouveau dispositif a été réalisé en 2006.

En 2022, la commune comptait 98 habitants, en évolution de −9,26 % par rapport à 2016 (Somme : −1,26 %, France hors Mayotte : +2,11 %).
| 1793 | 1800 | 1806 | 1821 | 1831 | 1836 | 1841 | 1846 | 1851 |
| ---- | ---- | ---- | ---- | ---- | ---- | ---- | ---- | ---- |
| 244  | 218  | 270  | 222  | 238  | 245  | 221  | 223  | 234  |

| 1856 | 1861 | 1866 | 1872 | 1876 | 1881 | 1886 | 1891 | 1896 |
| ---- | ---- | ---- | ---- | ---- | ---- | ---- | ---- | ---- |
| 243  | 254  | 246  | 234  | 241  | 234  | 240  | 219  | 208  |

| 1901 | 1906 | 1911 | 1921 | 1926 | 1931 | 1936 | 1946 | 1954 |
| ---- | ---- | ---- | ---- | ---- | ---- | ---- | ---- | ---- |
| 201  | 204  | 186  | 146  | 133  | 149  | 152  | 157  | 153  |

| 1962 | 1968 | 1975 | 1982 | 1990 | 1999 | 2006 | 2011 | 2016 |
| ---- | ---- | ---- | ---- | ---- | ---- | ---- | ---- | ---- |
| 122  | 98   | 89   | 88   | 94   | 119  | 123  | 121  | 108  |

| 2021 | 2022 | - | - | - | - | - | - | - |
| ---- | ---- | - | - | - | - | - | - | - |
| 101  | 98   | - | - | - | - | - | - | - |

### Sports
Le court de tennis communal est à la disposition de tous les  habitants. Ils en possèdent un jeu de clés.

## Culture locale et patrimoine

### Lieux et monuments
- Église Notre-Dame.
- Chapelle Notre-Dame-de-Lourdes. Édifiée en 1958 par les jeunes du village pour  le centenaire de la grotte de Massabielle[27].
- Monument appelé Le Chasseur, dédié entre autres à René de Lalande de Calan, capitaine du Bataillon des Chasseurs, décédé à Fontaine le 30 mars 1918[20].

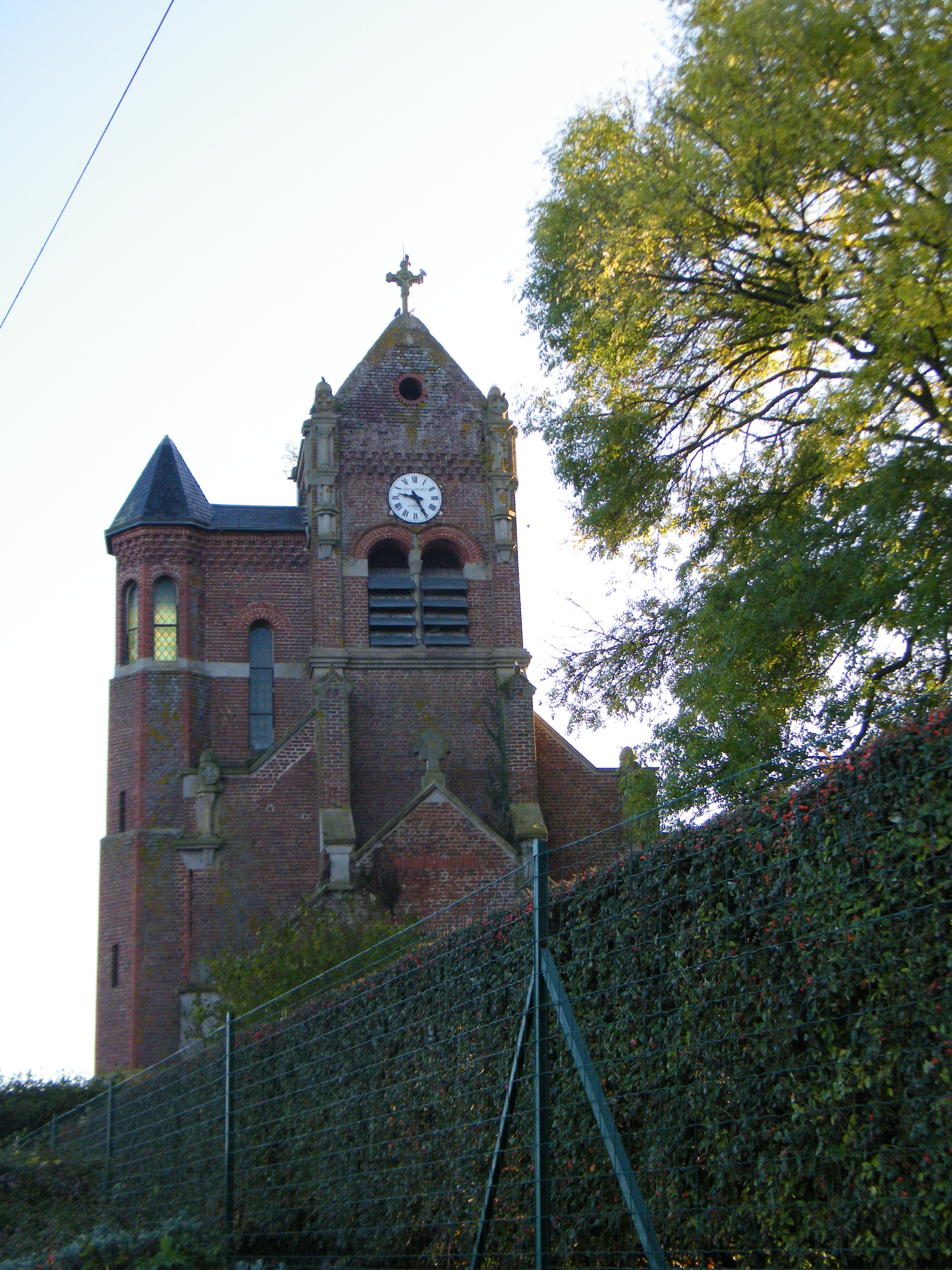
Notre-Dame.
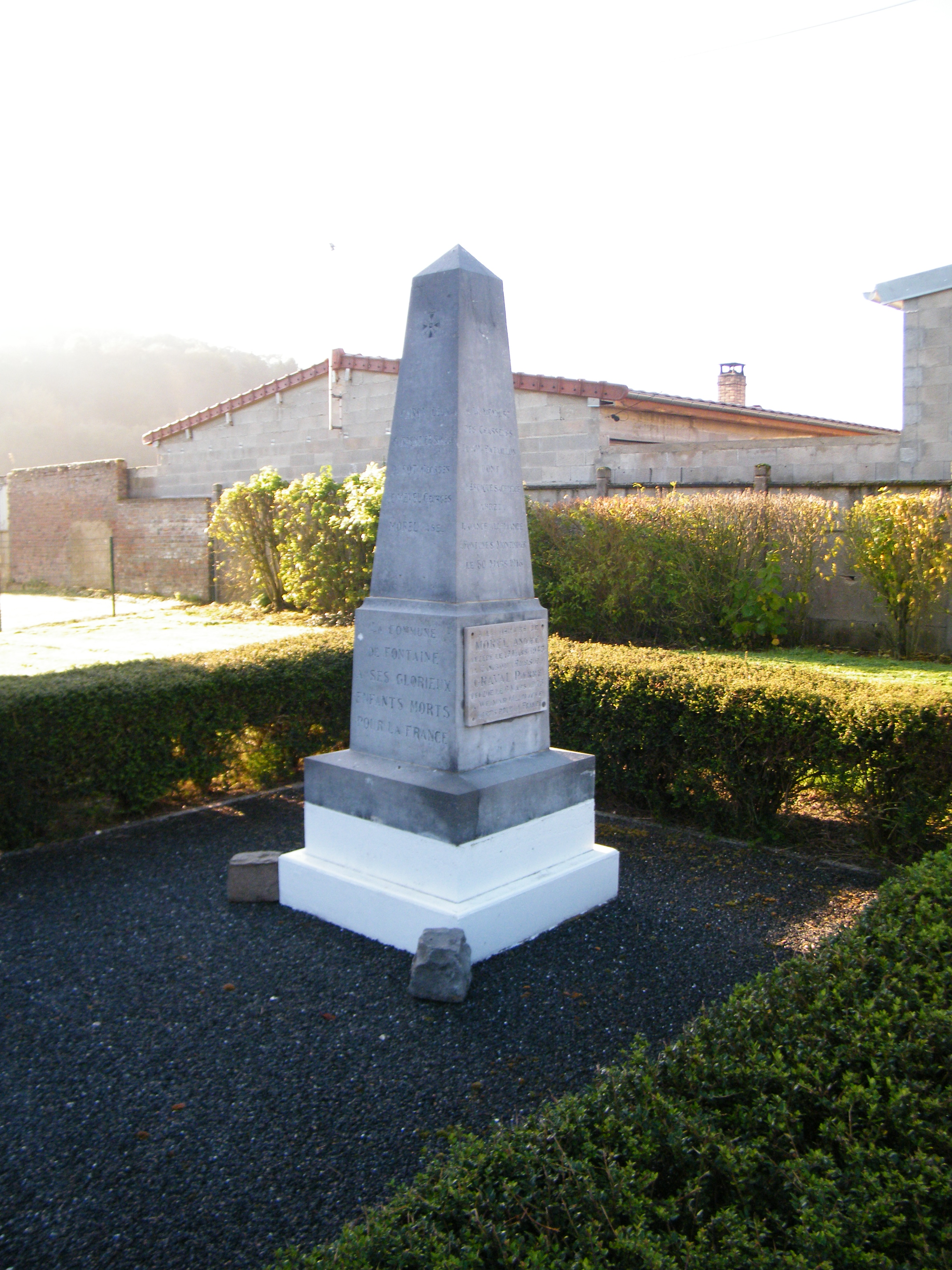
Monument.
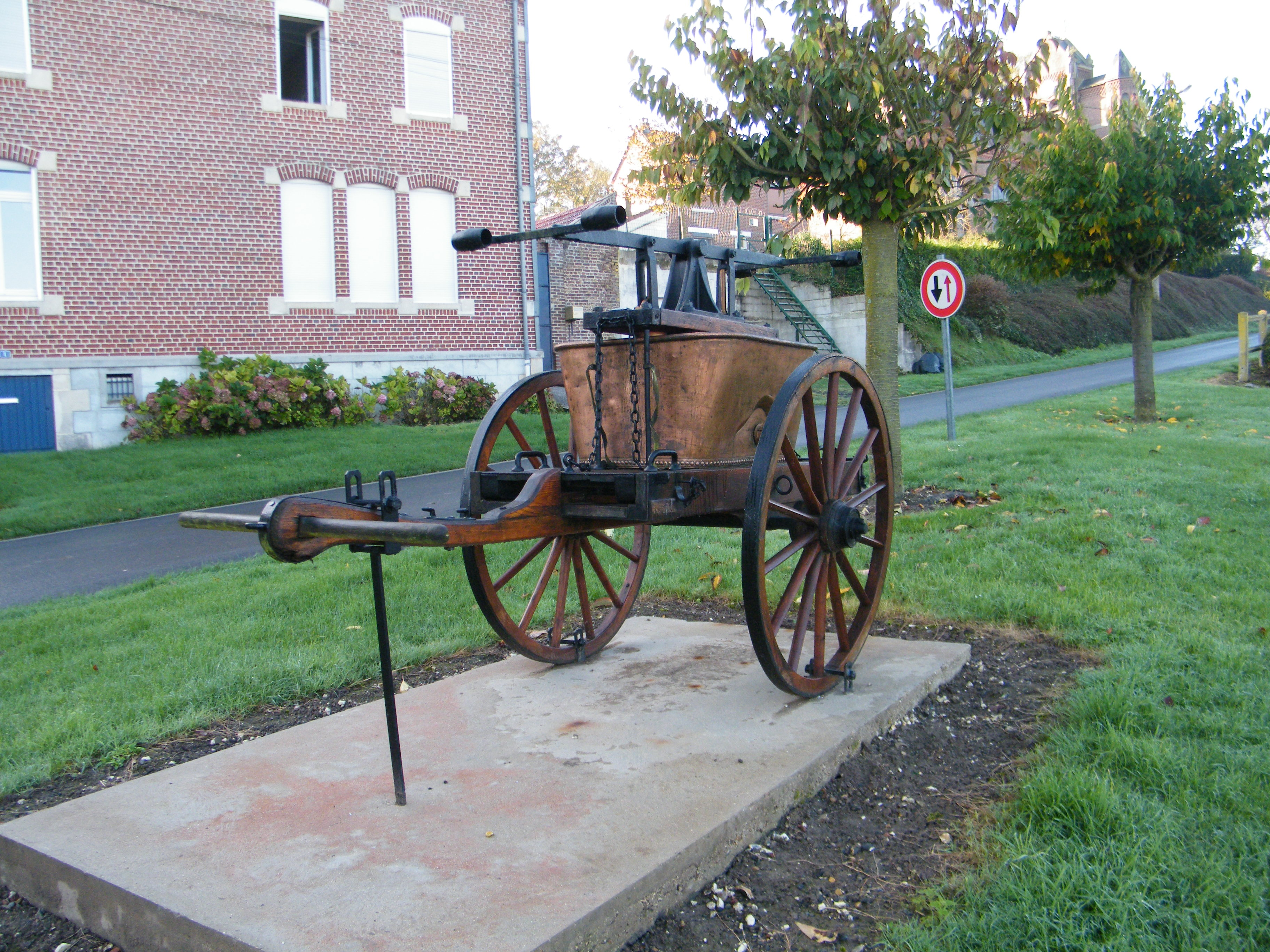
Petit patrimoine.
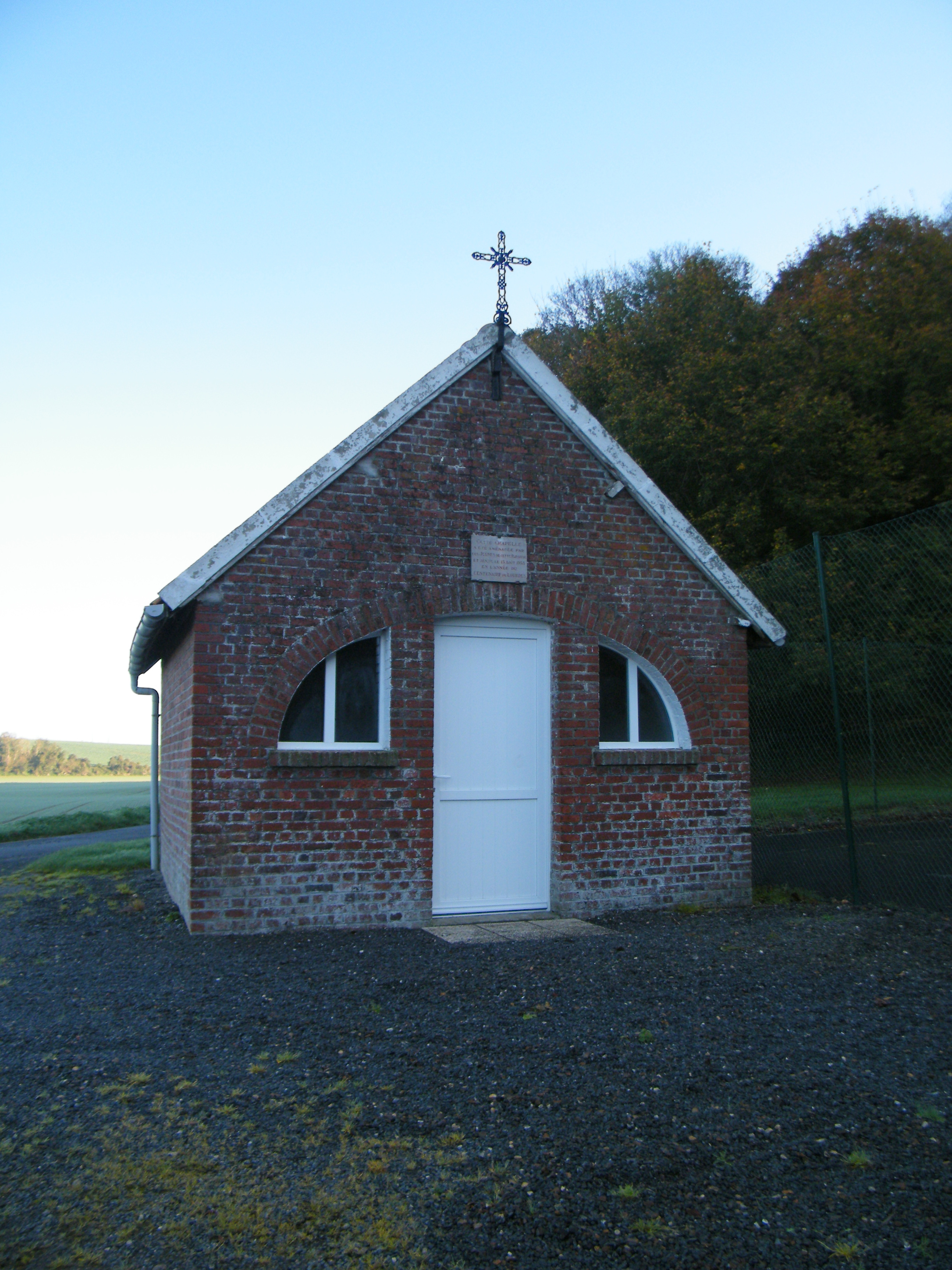
Chapelle près du terrain de tennis.

### Personnalités liées à la commune
- Édouard Jenlis, sculpteur né au XIXe siècle à Fontaine-sous-Montdidier.